# Eviden
Eviden est une entreprise du groupe Atos, spécialisée dans le numérique, le cloud computing, les big data et la cybersécurité.
En avril 2023, Atos a officiellement annoncé sa scission avec Eviden qui est devenue une marque à part entière, pour un montant évalué à 5 milliards d'euros,.
Eviden regroupe les activités cybersécurité, big data et cloud d'Atos, et intègre également l'activité de conseil, anciennement connue sous le nom d'Atos Consulting.

## Histoire

### 2023
En avril 2023, Atos lance la marque Eviden, une scission évaluée à 5 milliards d’euros,. La société s'associe alors à CryptoNext Security pour développer une cryptographie nouvelle génération prenant en charge les algorithmes post-quantiques avec son Trustway Proteccio HSM,. Eviden renforce aussi son offre Cloud intégrale avec trois nouveaux cloud centers : en Inde (Bangalore et Pune) et en Pologne (Bydgoszcz). Chaque cloud center est dédié à un flux de travail spécifique (migration, CloudOps ou ingénierie).
En mai 2023, Eviden lance la plateforme Qaptiva pour le développement de logiciels quantiques,. L'entreprise et l'université d'Édimbourg annoncent une prolongation de contrat de trois ans pour augmenter la capacité de calcul du BullSequana XH2000. Ce système de calcul intensif économe en énergie a été fourni par Atos pour faciliter le service Extreme Scaling de DiRAC.
En juin 2023, Eviden lance « AIsaac Cyber Mesh », une nouvelle génération de détection et de réponse en matière de cybersécurité renforcée par Amazon Web Services (AWS) Security Data Lake et alimentée par des technologies d'IA générative,. Le même mois, Eviden remporte un contrat de 100 millions de dollars en Inde pour fournir deux nouveaux supercalculateurs permettant de tripler la capacité de calcul de l'Institut indien de météorologie tropicale (IITM) et du Centre national de prévisions météorologiques à moyen terme (NCMRWF).

### 2024
En avril 2024, l'entreprise annonce des suppressions de postes,.